# Jan Kanty Skrochowski

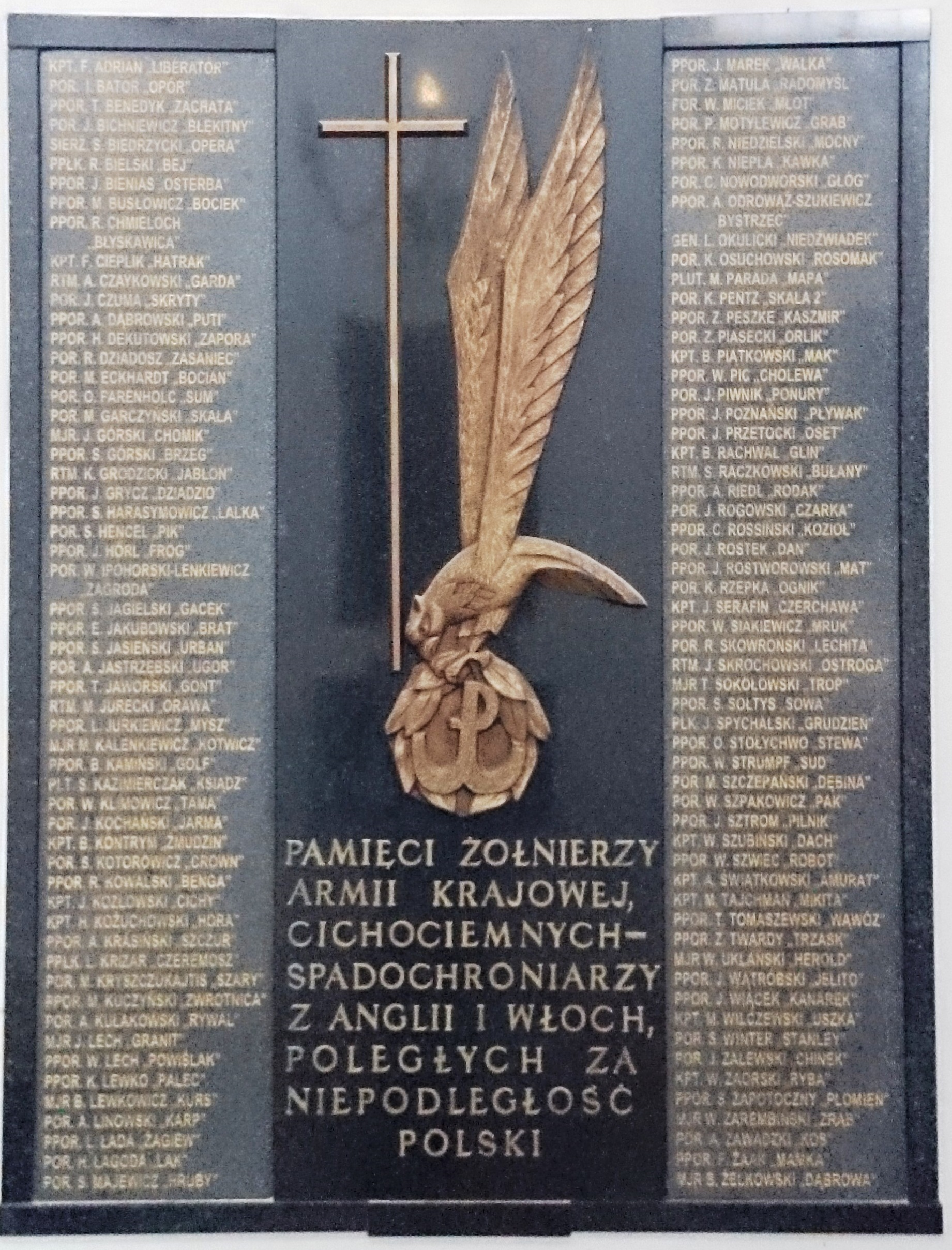
Tablica w kościele św. Jacka w Warszawie, upamiętniająca poległych cichociemnych, w tym Jana Kantego Skrochowskiego

Jan Kanty Maria Wojciech Skrochowski pseud.: Ostroga, Kotwica (ur. 28 grudnia 1914 w Krakowie, zm. 21 sierpnia 1944 w Surkontach) – oficer Wojska Polskiego II RP, Polskich Sił Zbrojnych na Zachodzie i Armii Krajowej, rotmistrz kawalerii służby stałej, cichociemny.

## Życiorys
Po ukończeniu IV Państwowego Gimnazjum im. H. Sienkiewicza w Krakowie i zdaniu matury w 1933 roku kontynuował naukę w Szkole Podchorążych Rezerwy Kawalerii w Grudziądzu i w Szkole Podchorążych Kawalerii, po ukończeniu której został skierowany do 8 pułku Ułanów Księcia Józefa Poniatowskiego, gdzie dowodził plutonem ckm.
We wrześniu 1939 roku służył w macierzystej jednostce jako dowódca plutonu przeciwpancernego. Brał udział w wielu walkach. 29 września 1939 roku przekroczył granicę polsko-węgierską. Został internowany na Węgrzech. W październiku dotarł do Francji, gdzie został skierowany do 1 dywizjonu kawalerii 1 Dywizji Grenadierów na stanowisko dowódcy plutonu (od 29 lutego 1940 roku – dowódcą plutonu przeciwpancernego w 1 Oddziale Rozpoznawczym im. Księcia Józefa Poniatowskiego tej dywizji). Brał udział w kampanii francuskiej, uczestnicząc w bitwach w rejonie Linii Maginota.
Po rozwiązaniu dywizji przedostał się do Camp de Carpiagne w nieokupowanej Francji, gdzie był adiutantem polskiego komendanta obozu i dowódcą grupy żołnierzy. 15 lipca 1940 roku przedostał się do Wielkiej Brytanii, gdzie dostał przydział do 1 Oddziału Rozpoznawczego 1 Brygady Strzelców, w którym służył jako dowódca plutonu.
Zgłosił się do służby w kraju. Po przeszkoleniu w dywersji został zaprzysiężony 23 września 1943 roku w Oddziale VI Sztabu Naczelnego Wodza i przeniesiony do Głównej Bazy Przerzutowej w Brindisi we Włoszech. Zrzutu dokonano w nocy z 30 kwietnia na 1 maja 1944 roku w ramach operacji dowodzonej przez kpt. naw. Kazimierza Wünschego (zrzut na placówkę odbiorczą „Klosz” w pobliżu wsi Przybyszew). Po aklimatyzacji w Warszawie dostał przydział do Okręgu Nowogródek AK na stanowisko dowódcy szwadronu 26 pułku piechoty AK w Zgrupowaniu Nadniemeńskim Macieja Kalenkiewicza, będąc jednocześnie jego adiutantem. Brał udział w wielu akcjach, m.in.:
- wyprawa wołożyńska w składzie oddziału „Bagatelka” (jego szwadron był oddziałem rozpoznawczym) – szereg potyczek z oddziałami niemieckimi i partyzantką radziecką
- bitwa pod Iwiem (24 czerwca) z oddziałami radzieckimi i niemieckimi (w bitwie tej był ranny Maciej Kalenkiewicz)

W lipcu 1944 roku jego oddział liczył ok. 50 jezdnych. 19 sierpnia został zaatakowany przez oddziały radzieckie. Zginął 21 sierpnia pod Surkontami. Został pochowany w zbiorowej mogile na polu walki.

## Awanse
- podporucznik – 15 października 1936 roku
- porucznik – ze starszeństwem z dniem 3 maja 1940 roku
- rotmistrz – 1 marca 1944 roku.

## Odznaczenia
- Krzyż Srebrny Orderu Virtuti Militari – pośmiertnie, za szczególną odwagę i zdolności dowódcze w bitwie pod Poddubiczami i Surokontami
- Krzyż Walecznych – czterokrotnie: dwukrotnie za udział w kampanii francuskiej[1][2] i dwukrotnie za męstwo w walkach w rejonie Okręgu Wilno[3][4].
- Krzyż Wojenny (Francja)[2].

## Życie rodzinne
Był synem Kazimierza, inspektora przemysłowego, i Marii Eleonory z domu Łubieńskiej. Miał siedmioro rodzeństwa: Kazimierza (1911–1940), Stanisławę (1912–1976), Marię (1912–1976), Różę (1917–1982, późniejszą żonę Zbigniewa Gertycha), Franiszka (1920–1947), Feliksa (1923–1992), i Celinę (ur. w 1925 roku, późniejszą Meres).
Nie założył rodziny.

## Upamiętnienie
W lewej nawie kościoła św. Jacka przy ul. Freta w Warszawie odsłonięto w 1980 roku tablicę Pamięci żołnierzy Armii Krajowej, cichociemnych – spadochroniarzy z Anglii i Włoch, poległych za niepodległość Polski. Wśród wymienionych 110 poległych cichociemnych jest Jan Kanty Skrochowski.